# Красные Горки (Оханский район)
Красные Горки — деревня в Оханском городском округе Пермского края России.

## Географическое положение
Деревня расположена на расстоянии менее 1 километра на север от деревни Шалаши Оханского городского округа.

## История
Известна с 1782 года как деревня Закоптелка, впоследствии переименована в советское время. С 2006 по 2018 год входила в состав Тулумбаихинского сельского поселения Оханского района. После упразднения обоих муниципальных образований стала рядовым населённым пунктом Оханского городского округа.

## Климат
Климат умеренно континентальный. Наиболее тёплым месяцем является июль, средняя максимальная температура которого 24,8 °C, а самым холодным январь со среднемесячной температурой −17,3 °C. Среднегодовая температура 2,1 °C.

## Население
Постоянное население составляло 12 человек (92 % русские) в 2002 году, 8 человек в 2010 году.